# 카라 델레바인
카라 조슬린 델러빈(영어: Cara Jocelyn Delevingne, 1992년 8월 12일 ~ )은 잉글랜드의 모델, 배우, 가수이다.
2009년 스톰 모델 에이전시에서 데뷔했으며, 이후 샤넬, 버버리, DKNY 등의 패션 브랜드 메인 모델로 활동하며 유명세를 탔다. 입생로랑 등의 화장품 브랜드의 모델로도 활동하였으며 샤넬의 뮤즈이다. 빅토리아 시크릿 패션 쇼에서도 활동했다.
2012년 영화 《안나 카레니나》를 통해 연기 활동도 시작했다.
2020년 미국 브랜드 로라디칼로의 공동주주이자 크리에이티브 디렉터로 활동 중이다.
손위 자매인 포피 델러빈도 모델이다.

## 영상 목록

### 영화
- 안나 카레니나 (2012)
- 페이퍼 타운 (2015) - 마고 역
- 팬 (2015)
- 수어사이드 스쿼드 (2016) - 인챈트리스 역
- 발레리안: 천 개 행성의 도시 (2017) - 로렐린 역
- 튤립 피버 (2017) - 아네제 역
- 런던 필드 (2018)
- 그녀의 내음 (2018) - 캐시 역
- 라이프 인 어 이어 (2020)
- 미스 아메리카나 (2020) - 본인

### 텔레비전
- 루폴의 드래그 레이스 (2019) - 객원 심사위원
- 카니발 로우 (2019-23)
- 아파트 이웃들이 수상해 (2022)
- 퓨처라마 (2023) - 목소리
- 아메리칸 호러 스토리: 델리케이트 (2023)